# Ruộng bậc thang vùng Cordillera
Ruộng bậc thang vùng Cordillera, Philippines (tiếng Filipino: Mga Hagdan-Hagdang Palayan ng Kordilyera ng Pilipinas; Ifugao: Payew)là Di sản thế giới được UNESCO công nhận vào năm 1995. Đây là di sản thế giới đầu tiên được công nhận với tư cách là cảnh quan văn hóa, bao gồm 5 địa điểm là: Ruộng bậc thang Batad, Ruộng bậc thang Bangaan (bao gồm cả ở Banaue), Ruộng bậc thang Mayoyao, Ruộng bậc thang Hungduan và Ruộng bậc thang Nagacadan, tất cả đều nằm ở tỉnh Ifugao, thuộc Vùng Hành chính Cordillera, Philippines. Chúng được xây dựng cách đây 2.000 năm và được truyền lại từ thế hệ này sang thế hệ khác, các ruộng bậc thang ở Ifugao đạt được một độ cao cao hơn và được xây dựng trên sườn dốc hơn so với nhiều ruộng bậc thang khác. Người ta sử dụng đá hoặc tường bùn và cẩn thận làm những bậc ruộng bậc thang theo những đường viền tự nhiên của đồi núi, cùng với đó là các hệ thống thủy lợi tưới tiêu phức tạp. Nước được lấy từ các ngọn núi, dẫn qua các ống tre xuống các ruộng bậc thang, tạo ra hệ thống canh tác phức tạp. Tất cả chúng minh họa một sự kiên trì của truyền thống văn hóa, liên tục, vượt trội và bền bỉ. Các bằng chứng khảo cổ cho thấy kỹ thuật này đã được sử dụng trong khu vực này trong 2.000 năm, hầu như vẫn không thay đổi.
Ruộng bậc thang tại Ifugao minh họa khả năng vượt trội của văn hóa con người để thích ứng với xã hội và khí hậu cũng như thực hiện và phát triển các ý tưởng và công nghệ mới. Mặc dù được UNESCO liệt kê là di sản thế giới được cho là nó đã có lịch sử trên 2.000 năm, nhưng có một số nghiên cứu gần đây mâu thuẫn khi cho rằng chúng có thể chỉ có tuổi đời dưới 1.000 năm.

## Lịch sử
Các ruộng bậc thang của Cordillera là di tích duy nhất ở Philippines không bị ảnh hưởng bởi nền văn hóa thuộc địa. Do địa hình khó khăn, các bộ lạc Cordillera là một trong số ít các dân tộc của Philippines đã phản kháng thành công sự thống trị của thực dân thuộc địa và đã bảo tồn văn hóa dân tộc của họ. Lịch sử của ruộng bậc thang được đan xen với văn hóa và tập quán truyền thống của họ.

## Hình ảnh

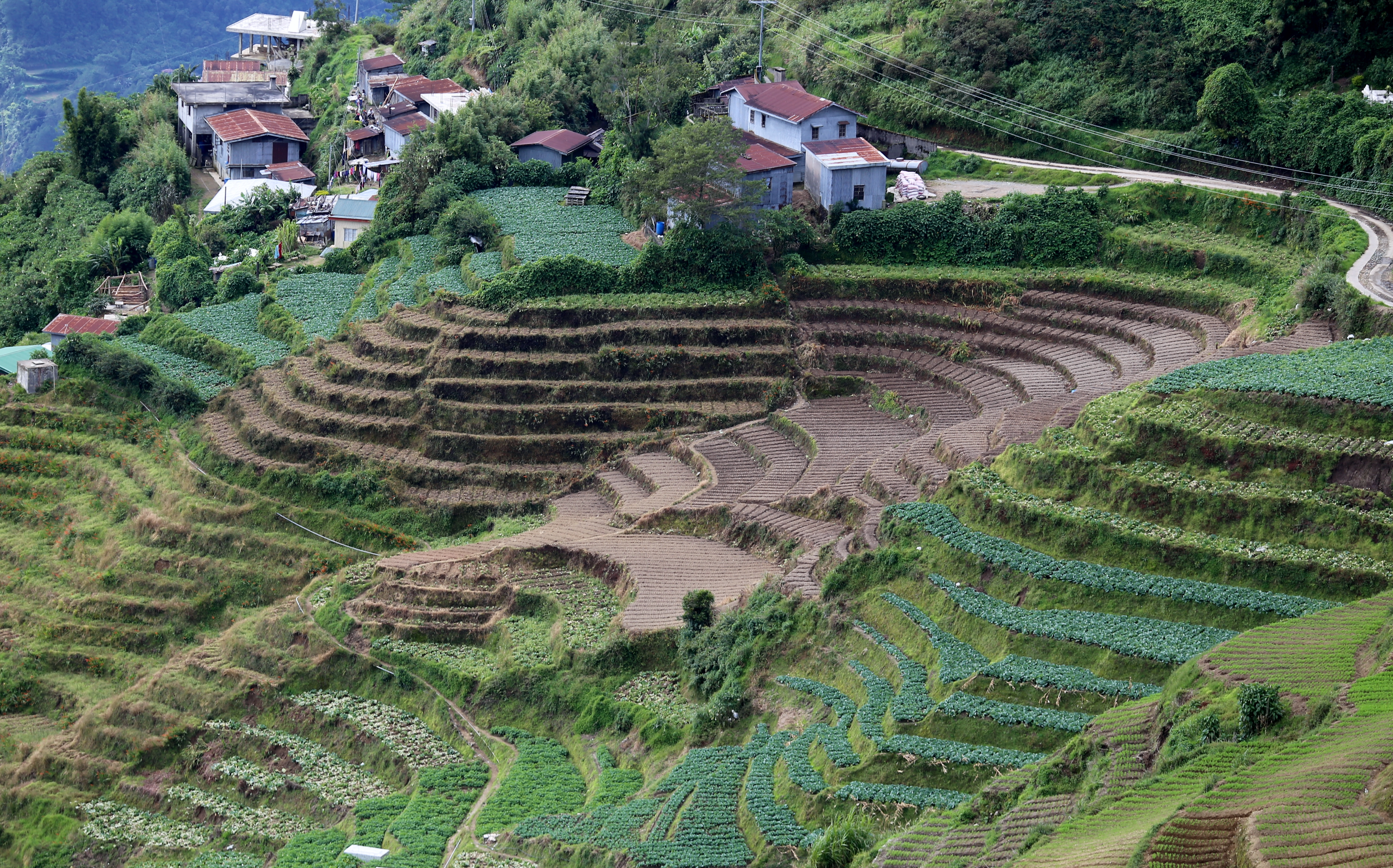
Buguias, Benguet
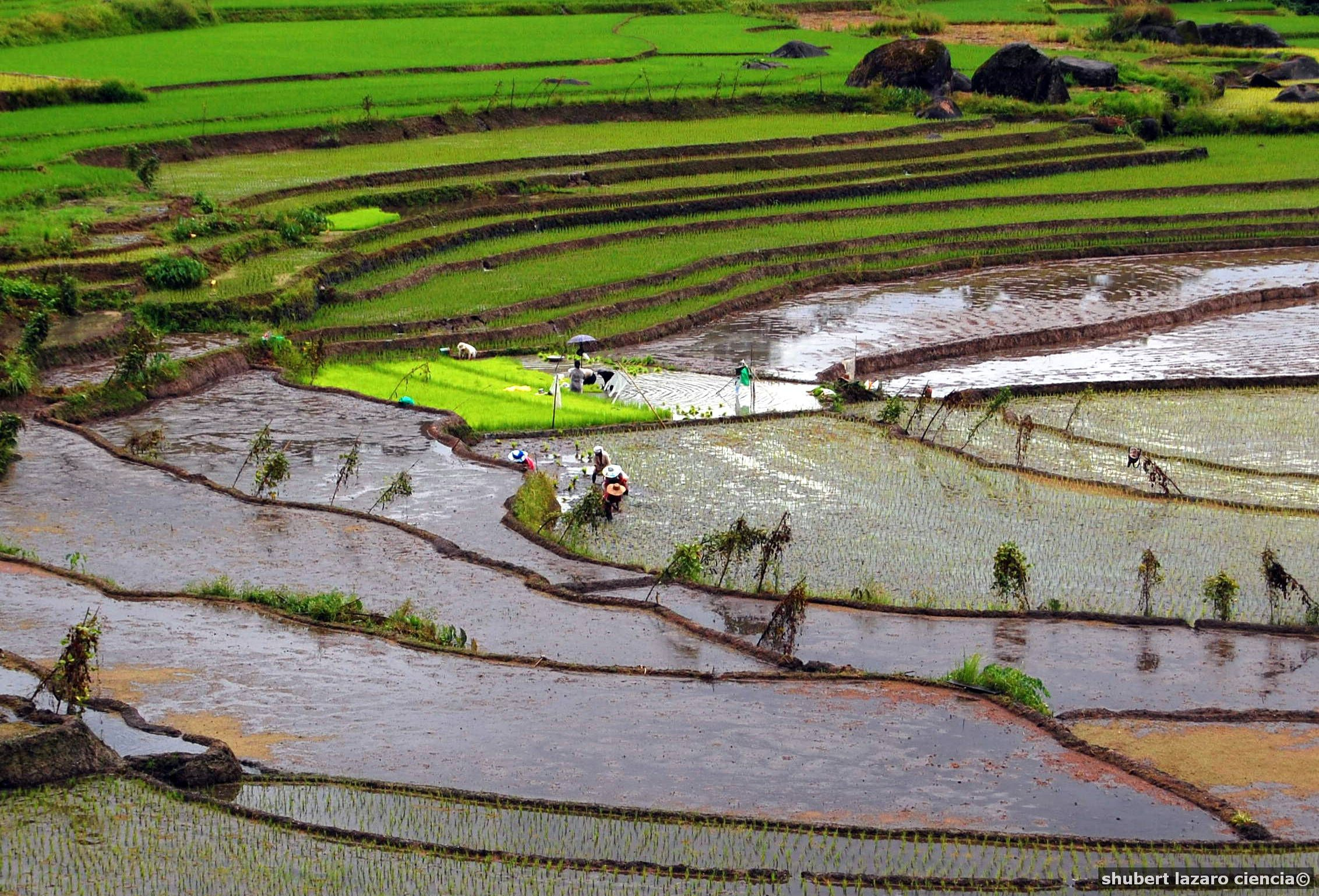
Nagacadan
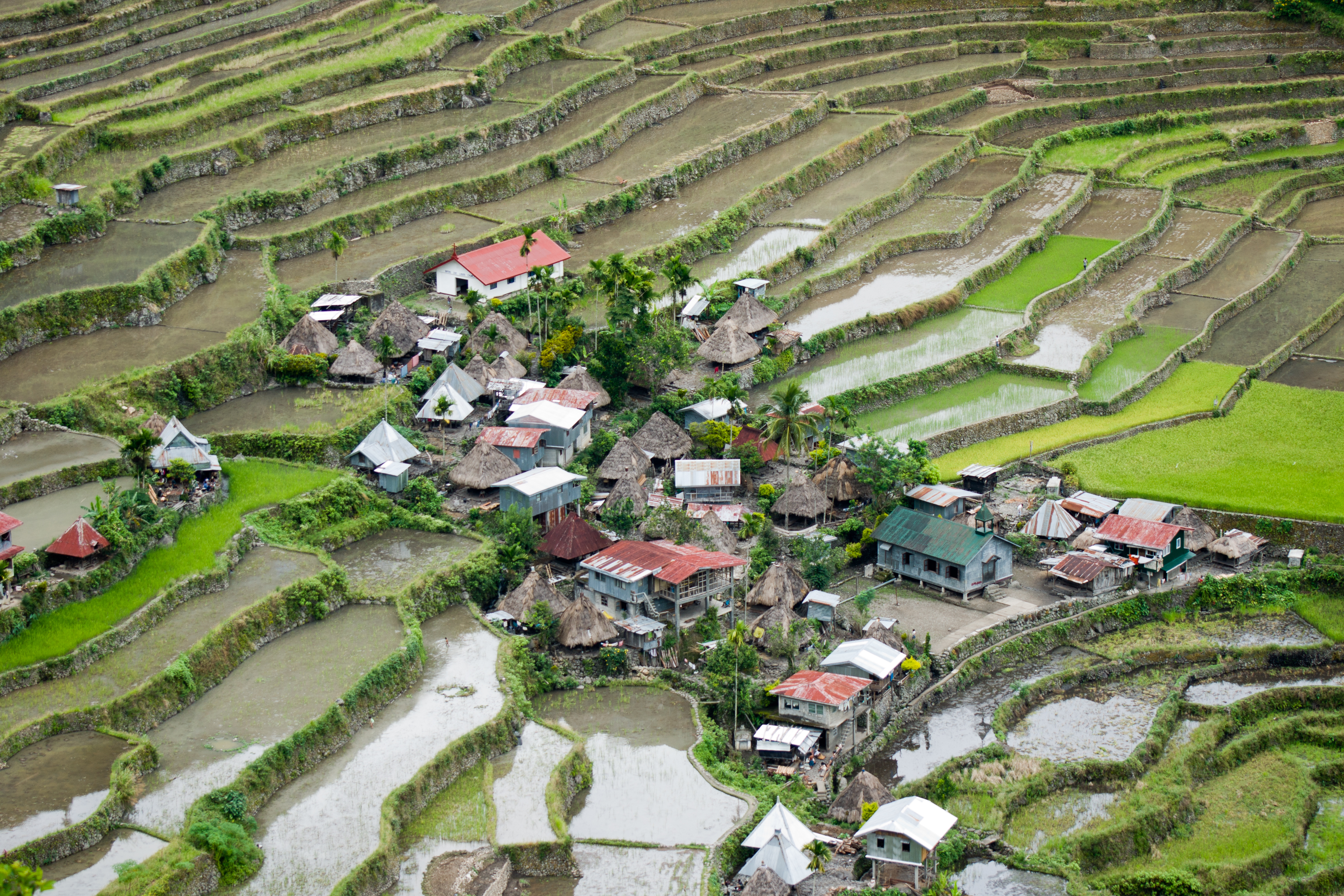
Một làng quê giữa Ruộng bậc thang Batad
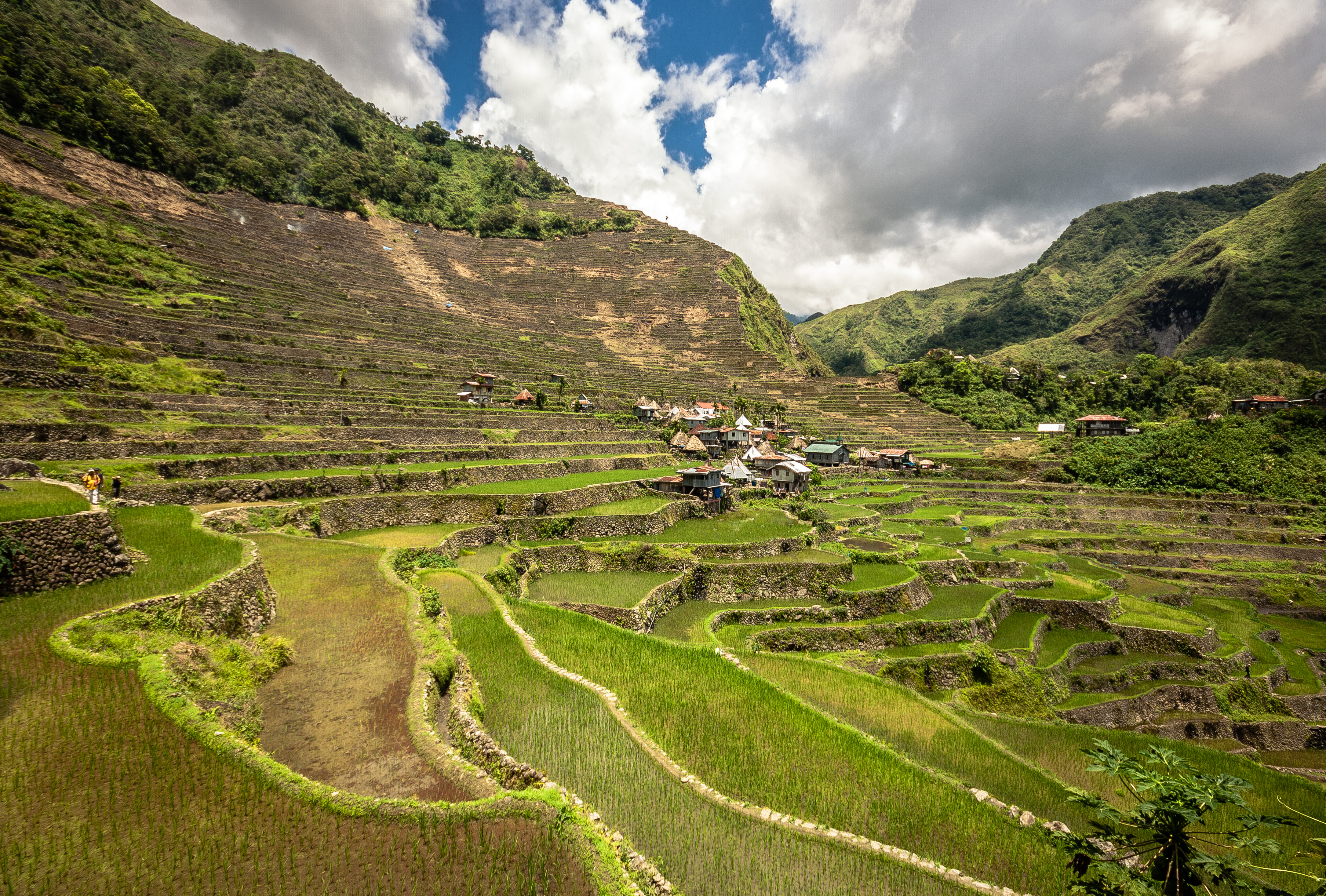
Ruộng bậc thang Batad
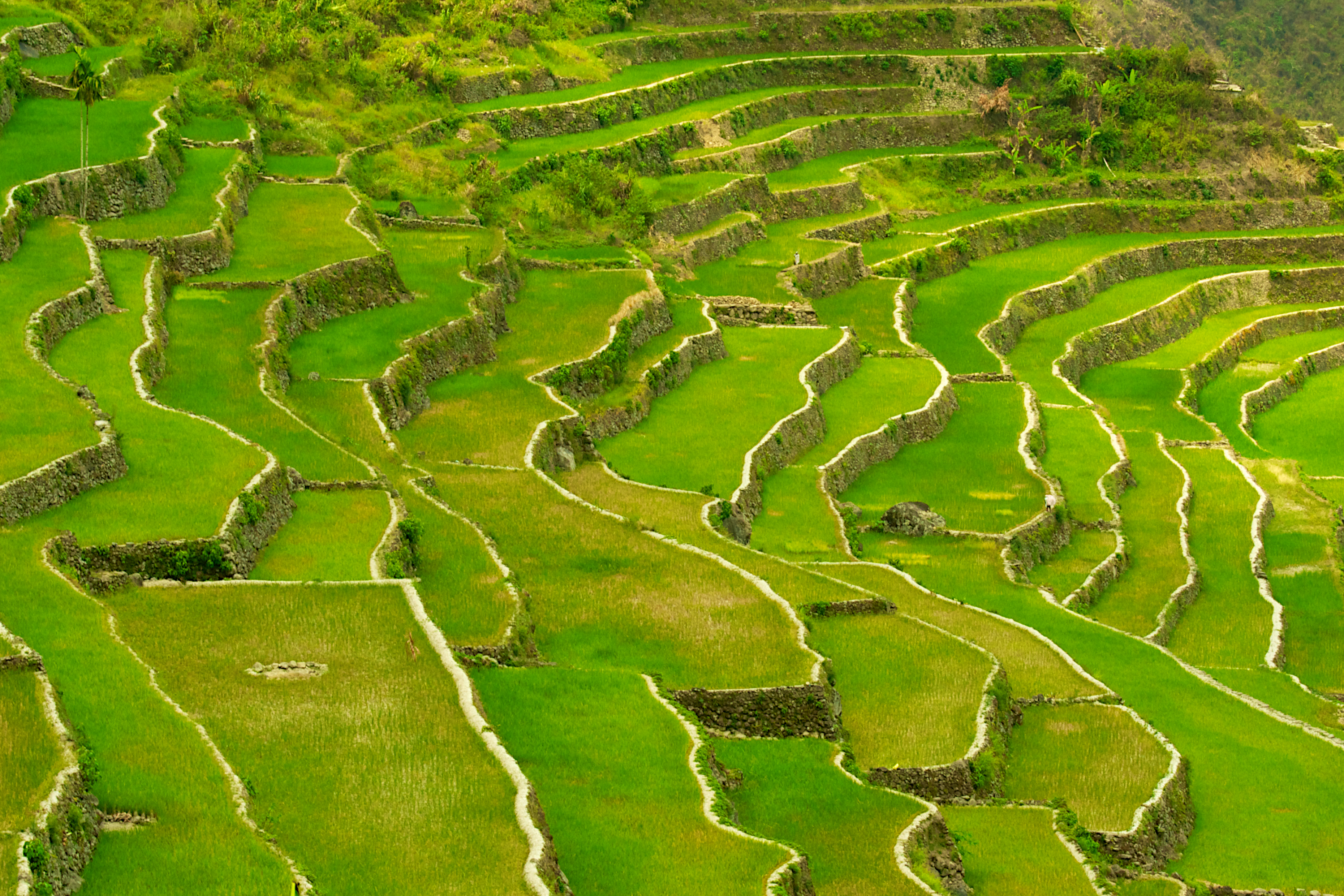
Batad
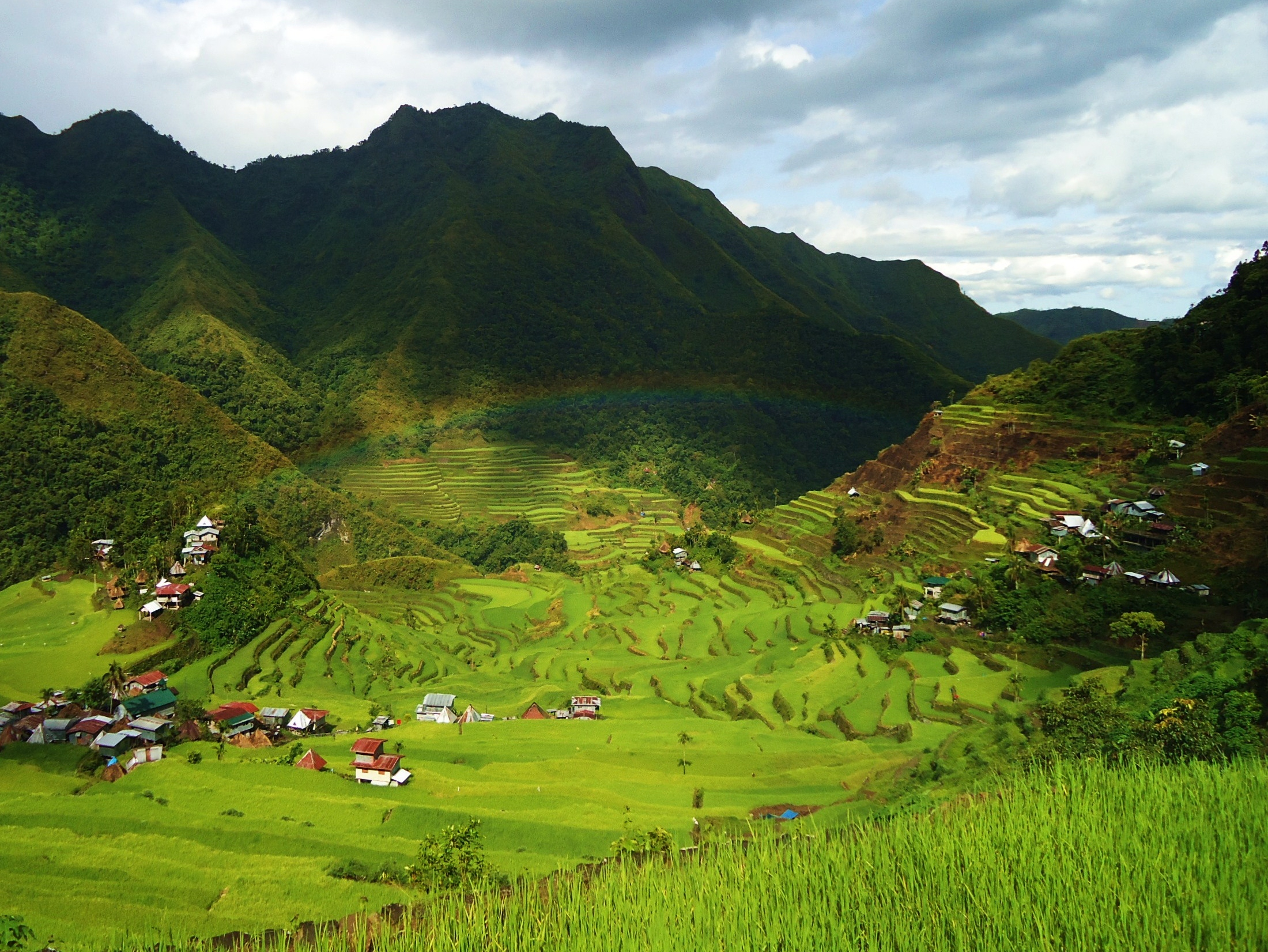
Batad